# Towarzystwo Polsko-Tureckie
Towarzystwo Polsko-Tureckie (tr. Polonya-Türkiye Derneği) jest organizacją działającą od 2001 roku, mającą na celu umocnienie stosunków obu krajów.
Stowarzyszenie to podejmuje działania w kierunku promowania Polski w Turcji i na odwrót, jako przyjaznego turystom kraju. Stowarzyszenie swym działaniem chce pogłębić świadomość tureckiego społeczeństwa w tematyce związanej z kulturą oraz historią Polski. Stowarzyszenie dba również o to, by wzmocniły się relacje i współpraca Polski z Turcją.
Towarzystwo Polsko-Tureckie skupia wielu aktywnych członków będących przedstawicielami różnych grup zawodowych. Siedziba główna znajduje się w Gdańsku. W ostatnim czasie powstały oddziały w Jastrzębiu-Zdroju i Ankarze (Turcja). Towarzystwo Polsko-Tureckie jako cel stawia sobie pogłębianie przyjaznych stosunków, jak również aktywne prowadzenie działalności na rzecz współpracy gospodarczej, kulturalnej, medycznej, edukacyjnej, turystyczno-sportowej między Polską a Turcją. Towarzystwo jest współorganizatorem corocznego lokalnego wydarzenia (woj. pomorskie) jakim jest konkurs „Wspaniały Świat Turcji”. W roku 2013 odbyła się już VIII edycja konkursu.
Towarzystwo Polsko-Tureckie jest również organizatorem i współorganizatorem wydarzeń artystycznych na terenie całego kraju, w których uczestniczą artyści i goście z całego świata.
Staraniem Towarzystwa powstało w roku 2011 partnerstwo miast Mahmutlar – Jastrzębie-Zdrój, które zaowocowało już rozwojem współpracy gospodarczej i kulturalnej między tymi miastami.
Z inicjatywy znanego działacza społecznego Czesława Skonki powołany został komitet organizacyjny, który podjął prace zmierzające do rejestracji stowarzyszenia. Przewodniczył mu Grzegorz Ostrowski. 18 grudnia 2001 roku stowarzyszenie „Towarzystwo Polsko – Tureckie” w Gdańsku z siedzibą przy ul. Malczewskiego 51 zostało wpisane do Krajowego Rejestru Sądowego.
W 2009 roku przewodniczącym Towarzystwa został Hasan Ciftci.

## Honorowi członkowie
- Jerzy Buzek
- Grzegorz Matusiak
- Marian Janecki